# Список правителів королівства Гвінед

Середньовічні королівства Уельсу (приблизно X-XI ст.)

Список правителів королівства Гвінед — перелік володарів північно-західної частини Уельсу, що у V ст. отримало назву Гвінед. Спочатку носили римський титул рекса, згодом стали зватися короля Гвінеду. З 1070 року прийняли титул князь (принц) Уельсу. Стали останніми незалежними правителями валлійського походження. У 1283 році помер останній правлячий представник Гвінеду.

## Династія Кунеди
- Кунеда, 450—460 роки
- Ейніон, 460—480 роки
  - Овейн Білозубий, 460-ті роки
- Кадваллон Довгорукий, 480—520 роки
- Майлгун I, 520—547 роки
- Рун Високий, 547—580 роки
- Белі, 580—599 роки
- Яго, 599—616 роки
- Кадфан, 613—625 роки
- Кадваллон II, 625—634 роки
- Кадафел Битвоухиляльник, 634—655 роки
- Кадваладр Побожний, 655—682 роки
- Ідвал Козуля, 682—720 роки
- Родрі Лисий, 720—754 роки
- Карадог ап Мейріон, 754—798 роки
- Кінан Розгублений, 798—816 роки
- Гівел ар Робдрі, 814—825 роки

## Менська династія
- Мерфин Кирпатий, 825—844 роки
- Родрі II Великий, 844—878 роки

## Династія Аберффрау
- Анарауд ап Родрі, 878—916 роки
- Ідвал II Лисий, 916—942 роки
- Гівел II Добрий, 942—950 роки
- Яго II, 950—979 роки
- Іеваф ап Ідвал, 950—969 роки
- Гівел III, 974—985 роки
- Кадваллон III, 985—986 роки

## Династія Диневур
- Маредид ап Овейн, 986—999 роки

## Династія Аберфрау
- Кінан ап Гівел, 999—1005 роки

## Узурпатор
- Айдан ап Блегіврид, 1005—1018 роки

## Династія Рудлан
- Ллівелін ап Сейсілл, 1018—1023 роки

## Династія Аберфрау
- Яго III, 1023—1039 роки

## Династія Рудлан
- Гріфід ап Ллівелін, 1039—1063 роки

## Династія Матрафал
- Бледін ап Кінфін, 1063—1075 роки
- Трахеран ап Карадог, 1075—1081 роки

## Династія Аберфрау
- Гріфід II ап Кінан, 1081—1137 роки
- Овейн ап Гріфід, 1137—1170 роки
- Гівел IV, 1137—1170 роки
- Давид I Узурпатор, 1170—1195 роки
  - Родрі III, 1170—1174 роки
  - Майлгун ап Овейн, 1170—1173 роки, правитель о. Мон (Англсі)
- Ллівелін Великий, 1195—1240 роки, 1-й князь Вельсу
- Давид II ап Ллівелін, 1240—1246 роки, 2-й князь Вельсу
- Овейн Рудий, 1246—1255 роки, 3-й князь Вельсу
- Ллівелін III Останній, 1246—1282 роки, 4-й князь Вельсу
- Давид ап Гріфід, 1282—1283 роки